# 科镇 (上加龙省)
科镇（法語：Cox）是法国上加龙省的一个市镇，属于图卢兹区（Toulouse）卡杜尔县（Cadours）。该市镇总面积4.07平方公里，2009年时的人口为335人。

## 人口
科镇人口变化图示